# Al Davis
Allen "Al" Davis (Brockton, Massachusetts, Estados Unidos; 4 de julio de 1929 - Oakland, California; 8 de octubre de 2011) fue un entrenador y ejecutivo estadounidense de fútbol americano. Fungió como el principal propietario y gerente general de los Oakland Raiders de la NFL desde 1972 hasta su muerte, habiendo ocupado anteriormente el cargo de entrenador en jefe de los Raiders entre 1963 y 1965, antes de asumir brevemente el cargo de comisionado de la AFL en 1966. Bajo el liderazgo de Davis, la AFL consiguió su fusión con la ya establecida NFL, dando origen al Super Bowl y a la actual configuración de la liga en dos conferencias. Los Raiders se transformaron, durante su mandato, en uno de los equipos más representativos y exitosos de la NFL, ganando tres trofeos de Super Bowl entre 1976,1980 y 1983. En 1992 Davis fue enaltecido al Salón de la Fama del Fútbol Americano Profesional por sus contribuciones al juego. 
- Datos: Q1389376